# Daniela Rathová
Daniela Mareen Rath (* 6. května 1977, Willich, Severní Porýní-Vestfálsko) je bývalá německá atletka, jejíž specializací byl skok do výšky.
Jejím největším mezinárodním úspěchem je bronzová medaile, kterou vybojovala v roce 1997 na prvním ročníku evropského šampionátu do 23 let ve finském Turku. Dvoumetrovou hranici pod širým nebem poprvé překonala v roce 2003 na evropském poháru ve Florencii. O rok později zdolala rovné dva metry také na evropském halovém poháru v Lipsku. Na halovém MS 2004 v Budapešti obsadila ve finále výkonem 197 cm 5. místo.
V současné době působí jako trenérka.

## Osobní rekordy
- hala – 200 cm – 23. leden 2004, Wuppertal
- venku – 200 cm – 22. červen 2003, Florencie